# Lisa als Vegetarierin
Lisa als Vegetarierin (englischer Originaltitel: Lisa the Vegetarian) ist die fünfte Folge der siebten Staffel der US-amerikanischen Zeichentrickserie Die Simpsons. Ihre Erstausstrahlung erfolgte am 15. Oktober 1995 auf dem Sender Fox, die deutschsprachige Erstausstrahlung folgte am 8. November 1996 auf ProSieben. In der Episode beschließt Lisa Simpson, Vegetarierin zu werden. Nachdem sie sich in einem Streichelzoo mit einem Lamm angefreundet hat, entwickelt sie bei der Vorstellung, Fleisch zu essen, ein schlechtes Gewissen gegenüber Tieren. Als sie daraufhin vehement die Überzeugung vertritt, der Verzehr von Tieren sei ethisch falsch, wird sie von ihren Klassenkameraden und Familienmitgliedern verspottet. Nach einem Streit mit ihrem Vater läuft sie wütend davon. Eine Begegnung mit dem vegan lebenden Hindu Apu, der sie mit Paul und Linda McCartney bekannt macht, hilft ihr, sich mit ihrem Vater zu versöhnen.
Paul McCartney und seine damalige Frau Linda McCartney erlaubten den Produzenten, sie in dieser Episode als Zeichentrickfiguren auftreten zu lassen, und sprachen die Figuren in der englischen Originalfassung auch selbst.
Lisa als Vegetarierin gewann 1996 einen Environmental Media Award in der Kategorie Best Television Episodic Comedy sowie einen Genesis Award in der Kategorie Best Television Comedy Series, Ongoing Commitment.

## Handlung
Zu Beginn der Folge besucht die Familie Simpson einen Streichelzoo; Tochter Lisa ist dort von einem niedlichen Lamm entzückt. Als Mutter Marge am selben Abend Lammkoteletts zum Abendessen serviert, muss Lisa an das Lamm aus dem Streichelzoo denken und empfindet Reue und Scham, die sich zu einer innerpsychischen Krise steigern. Schließlich weist sie die Koteletts zurück und gibt ihrer Familie bekannt, dass sie in Zukunft kein Fleisch mehr essen werde.
Für ihre neue Einstellung wird sie in der Folgezeit von ihrem Vater Homer und ihrem Bruder Bart unnachgiebig verspottet. Als Lisa in der Schule eine vegetarische Alternative zum normalen Kantinenessen fordert, wird sie von Rektor Skinner zum „Agitator“ deklariert und den Schülern wird kurz darauf ein Propagandafilm der Fleischindustrie gezeigt, in dem Vegetarismus kritisiert wird. Lisa ist von dem Film unbeeindruckt; ihre Klassenkameraden, die Argumente und Vorwürfe des Films übernommen haben, beginnen aber, sie deswegen zu hänseln.
Homer und Bart machen Lisa zu Hause weiterhin das Leben schwer, zumal Homer ein Barbecue plant. Lisa will Homer dazu bringen, es ohne Fleisch zu veranstalten, doch er und Bart reagieren darauf mit einer Polonaise, zu der sie „Man findet keine Freunde mit Salat“ singen. Am Tag des Barbecues bereitet Lisa für alle Gäste als Alternative zum Fleisch eine Gazpacho zu, wird dafür jedoch ausgelacht. Wütend und tief verletzt steigt sie auf einen Aufsitzrasenmäher und fährt mit Homers Grill und seinem Spanferkel davon. Homer und Bart jagen Lisa, sie aber schiebt das Schwein auf einen Hang und lässt es von dort hinunter rollen. Zwar verfolgen Vater und Sohn das Schwein noch eine Zeit lang; sie können aber nicht verhindern, dass es sich im Abflussrohr eines Staudamms verfängt und durch den sich aufstauenden Wasserdruck davongeschleudert wird.
Zu Hause schimpft Homer mit Lisa: Sie habe seine Party ruiniert; sie aber tadelt ihn wütend für das Servieren von Fleisch. Die beiden streiten sich, bis Lisa das Haus verlässt und erklärt, „im Recht“ zu sein. Als sie durch die Stadt geht, fällt ihr die Masse an Fleisch auf Werbetafeln und in Geschäften auf. In einer erneuten Krise sieht sie sich genötigt, der gesellschaftlich üblichen Einstellung zum Fleischkonsum nachzugeben. Verzweifelt geht sie in den Kwik-E-Mart und beißt dort als Zeichen ihrer Kapitulation in einen Hotdog. Geschäftsführer Apu verrät ihr jedoch, dass seine Hotdogs aus Tofu bestehen, da er selbst Vegetarier ist. Er zeigt Lisa den geheimen Dachgarten des Geschäfts, wo sie auf Paul und Linda McCartney treffen, die auch Vegetarier sind. Als Lisa merkt, dass Apu – anders als sie – auch keine Milchprodukte verzehrt und sich vegan ernährt, sie aber trotzdem respektiert, sieht Lisa ein, dass auch sie die Ansichten anderer Menschen tolerieren sollte. Davon inspiriert, möchte Lisa nach Hause zurückkehren und trifft ihren Vater, der auf der Suche nach ihr ist. Sie entschuldigt sich bei ihm und gibt zu, dass sie nicht das Recht gehabt habe, sein Barbecue zunichtezumachen. Homer verzeiht ihr und trägt sie auf seinem Rücken im Schweinsgalopp, den er als Zeichen seiner Akzeptanz als „Gemüsegalopp“ bezeichnet, nach Hause.

## Kulturelle Verweise

Logo der Band The Beatles

Die Folge enthält mehrere Anspielungen auf die Band The Beatles und Paul McCartneys Solokarriere. Beispielsweise erzählt McCartney Lisa, dass sein Song „Maybe I’m Amazed“ ein Kochrezept für Linsensuppe enthalte, die man in Form einer Rückwärtsbotschaft findet. Tatsächlich hört man in der Schlussszene und im Abspann der Folge eine Version des Liedes, das mit einer rückwärts abgespielten Aufnahme McCartneys beim Vortragen eines solchen Rezepts unterlegt wurde, welches ihm David Mirkin aufgeschrieben hatte. Die Rückwärtsbotschaft enthält auch die Zeile „Oh, and by the way, I’m alive.“ (zu Deutsch: „Oh, und übrigens, ich lebe.“), eine Anspielung auf die Verschwörungstheorie „Paul is dead“.
Als Lisa und Apu die McCartneys auf dem Dach des Kwik-E-Marts treffen, bezeichnet sich Apu als „Fünfter Beatle“, eine Anspielung darauf, dass in den Medien mehrfach angebliche weitere Mitglieder der Band The Beatles so bezeichnet wurden. Als Homers Spanferkel davongeschleudert wird, fliegt es über das Kraftwerk Springfields, was eine Anspielung auf das Cover des Albums Animals der Band Pink Floyd ist, auf dem ein aufgeblasenes Schwein über dem Kohlekraftwerk Battersea Power Station schwebt.

## Produktion

### Drehbuch

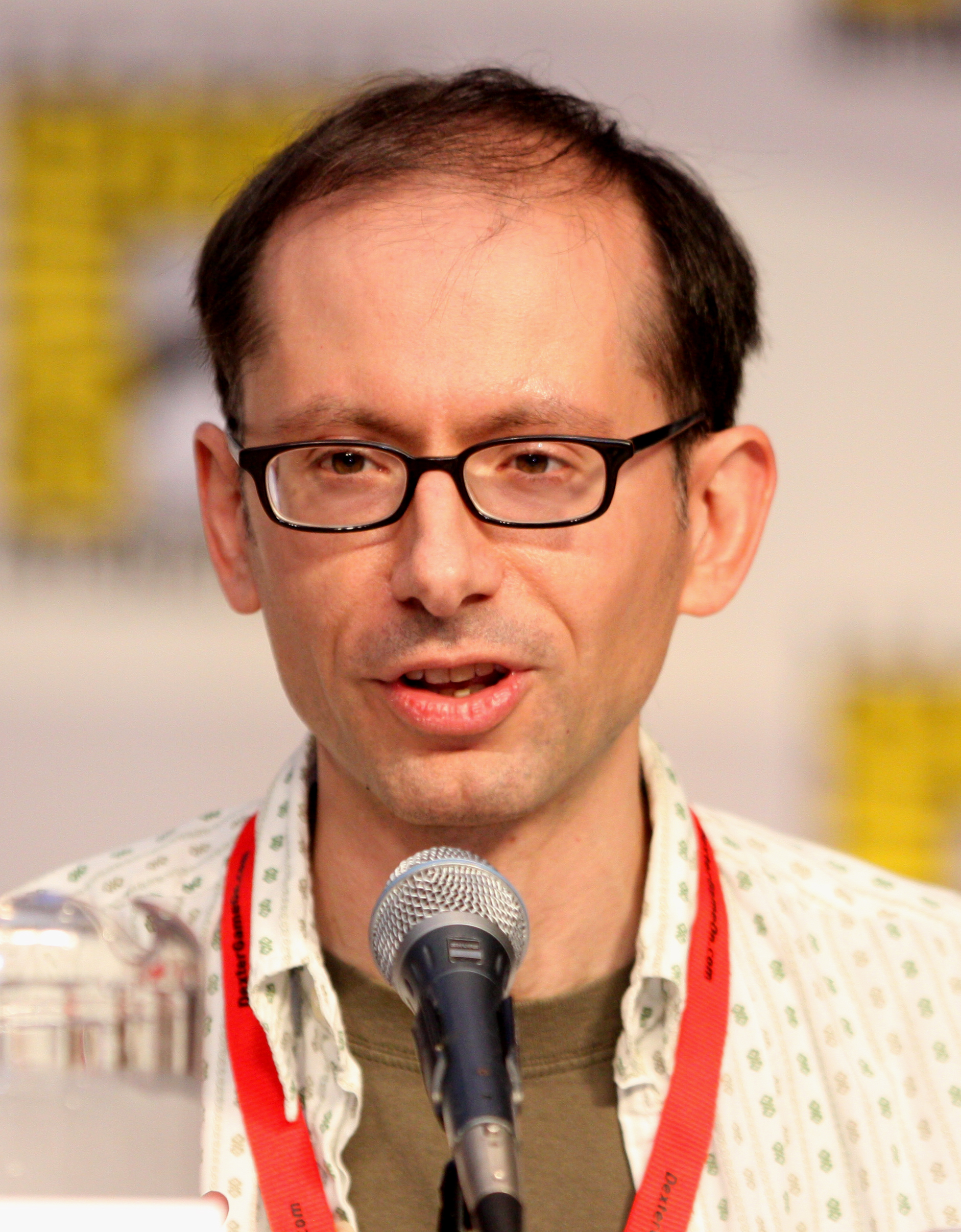
Autor David X. Cohen

Lisa als Vegetarierin war die erste vollständig von David X. Cohen geschriebene Die-Simpsons-Folge. Sein bedeutendster Beitrag zur Serie war bis dahin das Drehbuch Cafeteria des Grauens, ein Segment der Treehouse-of-Horror-Folge Furcht und Grauen ohne Ende aus der sechsten Staffel. Die Idee zu Lisa als Vegetarierin kam ihm, während er das Drehbuch für eine andere Folge bearbeitete. Cohen konnte sich nicht auf seine Aufgabe konzentrieren, da er auf sein Mittagessen wartete, und schrieb auf die Rückseite des Drehbuchs „Lisa becomes a vegetarian?“ (zu Deutsch: „Lisa wird eine Vegetarierin?“). Cohen zeigte diese Notiz dem Autor Brent Forrester, dem die Idee gefiel. Als Cohen sie dem damaligen Show Runner David Mirkin vorschlug, willigte er in die Produktion ein. Mirkin ernährte sich seit Kurzem vegetarisch und merkte später an, dass viele von Lisas Erfahrungen in der Episode auf seinen eigenen beruhten.
Drehbuchautor Bill Oakley schlug die Barbecue-Szenen vor. Cohens erster Entwurf des Drehbuchs enthielt eine eher philosophische Auseinandersetzung zwischen Homer und Lisa über den Fleischverzehr, doch Oakley vertrat die Ansicht, dass aus narrativen Gründen ein konkreterer Anlass für den Streit zwischen Homer und Lisa nötig sei. Von George Meyer, ein unter den Mitarbeitern von Die Simpsons für seine Situationskomik bekannter Autor, stammte der Einfall mit dem sich im Abfluss verfangenden Spanferkel.

### Regie und Animation
Regisseur der Folge war Mark Kirkland, den die Story interessierte, auch weil er fand, dass das Thema Vegetarismus in Fernsehserien bis dahin noch kaum behandelt worden war. Die Gestaltung von Paul und Linda McCartneys Figuren war ungewöhnlich für Die Simpsons, da ihre Augen mit braunen (Paul) bzw. blauen (Linda) Iriden dargestellt werden, während die meisten anderen Figuren in der Serie lediglich einen schwarzen Punkt in der Mitte ihrer Augen haben.
In einer Szene der Folge spritzt Homer zwei Flaschen Flüssiganzünder auf seinen Grill, woraufhin der Zuschauer nach dem Entzünden eine Explosion erwarten könnte. Als er jedoch mit einem Streichholz den Grill entflammt, bleibt diese aus. Eine ähnliche Szene kommt in einer älteren Episode von Die Simpsons vor, in Horror frei Haus (Staffel 2), in der Homer jedoch eine einzige Flasche Flüssiganzünder benutzt und damit eine Explosion verursacht. Mirkin hatte dieser Gag so gut gefallen, dass er Teile davon in Lisa als Vegetarierin wiederverwendete und durch die neue Wendung den komödiantischen Effekt zu verstärken versuchte. Es wurden die alten Skizzen aus Horror frei Haus verwendet, um den Animatoren beim Animieren der Szene zu helfen.

### Synchronisation
Nach Ringo Starr und George Harrison, den beiden anderen damals noch lebenden Mitgliedern der Beatles (John Lennon starb, ehe die Serie geschaffen wurde), trat mit dieser Folge auch Paul McCartney in Die Simpsons auf. Starr hatte bereits in der Episode Marges Meisterwerk (Staffel 2), Harrison in Homer und die Sangesbrüder (Staffel 5) eine Gastrolle. Die Mitarbeiter der Serie wollten auch McCartney in der Show auftreten lassen; David Mirkin glaubte, dass Lisa als Vegetarierin eine attraktive Geschichte sei, da McCartney selbst Vegetarier ist. McCartney sagte seinem Auftritt zu, bestand aber darauf, dass Lisa für den Rest der Serie eine Vegetarierin bleibt. Die Mitarbeiter der Serie versprachen ihm dies, was bis heute eine der wenigen dauerhaften Charakterentwicklungen in der Geschichte der Sendung ist. Auch McCartneys Frau Linda tritt in der Folge auf. Sie erzählte der Zeitung Entertainment Weekly, dass die Episode für sie und ihren Mann eine Chance gewesen sei, die „vegetarische Botschaft“ einem breiteren Publikum zu zeigen. Beide McCartneys waren langjährige Fans von Die Simpsons. In der deutschen Sprachversion wurden Paul McCartney von Ivar Combrinck und Linda McCartney von Ute Bronder synchronisiert.
Zur Aufnahme der Stimmen der McCartneys flog Mirkin nach London und traf das Paar in Paul McCartneys Aufnahmestudio, wo die McCartneys eine Stunde für die Aufnahme ihrer Stimmen verbrachten. Die Auftritte der damals noch lebenden Beatles in der Serie verglich Groening mit einem „für uns alle wahr gewordenen Traum“.
Aufgrund ihres Auftritts in Lisa als Vegetarierin wurde Linda McCartney anlässlich ihres Todes die Folge Die sich im Dreck wälzen (Staffel 9) gewidmet, die am 26. April 1998 erstausgestrahlt wurde. Der damalige Show-Runner Mike Scully meinte dazu: „Es erschien einfach angemessen. Alle hier wurden von ihrem Tod überrascht und betrübt.“
| Figur                     | Originalsprecher | Deutsche Synchronstimme |
| ------------------------- | ---------------- | ----------------------- |
| Homer Simpson             | Dan Castellaneta | Norbert Gastell         |
| Marge Simpson             | Julie Kavner     | Elisabeth Volkmann      |
| Bart Simpson              | Nancy Cartwright | Sandra Schwittau        |
| Lisa Simpson              | Yeardley Smith   | Sabine Bohlmann         |
| Abraham Simpson           | Dan Castellaneta | Walter Reichelt         |
| Ned Flanders              | Harry Shearer    | Ulrich Frank            |
| Todd Flanders             | Nancy Cartwright | Jennifer Wippich        |
| Rod Flanders              | Pamela Hayden    | Beate Pfeiffer          |
| Elizabeth Hoover          | Maggie Roswell   | Manuela Renard          |
| Ralph Wiggum              | Nancy Cartwright | Beate Pfeiffer          |
| Doris Peterson            | Doris Grau       | Inge Solbrig            |
| Seymour Skinner           | Harry Shearer    | Fred Klaus              |
| William „Willie“ MacMoran | Dan Castellaneta | Werner Abrolat          |
| Troy McClure              | Phil Hartman     | Thomas Rauscher         |
| Barney Gumble             | Dan Castellaneta | Gernot Duda             |
| Clancy Wiggum             | Hank Azaria      | Thomas Rau              |
| Charles Montgomery Burns  | Harry Shearer    | Reinhard Brock          |
| Waylon Smithers           | Harry Shearer    | Hans-Georg Panczak      |
| Apu Nahasapeemapetilon    | Hank Azaria      | Tobias Lelle            |

## Veröffentlichung und Rezeption

### Erstausstrahlung und Veröffentlichungen
Die Folge Lisa als Vegetarierin wurde zum ersten Mal am 15. Oktober 1995 auf dem US-amerikanischen Sender Fox gesendet. Ihre Erstausstrahlung kam in den Nielsen Ratings der Woche vom 9. bis 15. Oktober 1995 mit einem Rating von 9,0 auf den 47. Platz aller US-Fernsehsendungen, was etwa 8,63 Millionen Fernsehhaushalten entsprach. Sie hatte damit das vierthöchste Rating aller Sendungen auf Fox in dieser Woche nach The X-Files, Fox NFL Sunday und Melrose Place. Die deutschsprachige Erstausstrahlung der Episode erfolgte am 8. November 1996 auf dem Sender ProSieben.
Lisa als Vegetarierin wurde im Jahre 2000 auf der VHS Jäger des verlorenen Kühlschranks und 2005 auf der gleichnamigen DVD zusammen mit den Folgen Homer als Restaurantkritiker (Staffel 11), Der behinderte Homer (Staffel 7) und Kraftwerk zu verkaufen (Staffel 3) veröffentlicht. Zudem ist sie im DVD-Boxset der siebten Staffel verfügbar, welches 2005 in den Vereinigten Staaten und 2006 in Deutschland, Österreich und der Schweiz veröffentlicht wurde. David X. Cohen, Mark Kirkland, Matt Groening und David Mirkin nahmen am Audiokommentar der Folge auf der Staffel-DVD teil.

### Auszeichnungen
Die Folge gewann 1996 einen Environmental Media Award in der Kategorie Best Television Episodic Comedy („Beste episodische Comedy im Fernsehen“), mit welchem seit 1991 jedes Jahr die besten Fernsehfolgen oder Filme mit einer ökologischen Botschaft ausgezeichnet werden. Sie gewann im selben Jahr zudem einen Genesis Award in der Kategorie Best Television Comedy Series, Ongoing Commitment („Beste Fernsehcomedyserie, anhaltendes Engagement“). Der Genesis Award wird jährlich von der Humane Society of the United States an Filme oder Serien vergeben, die den Tierschutz als Thema einbeziehen.

### Kritiken

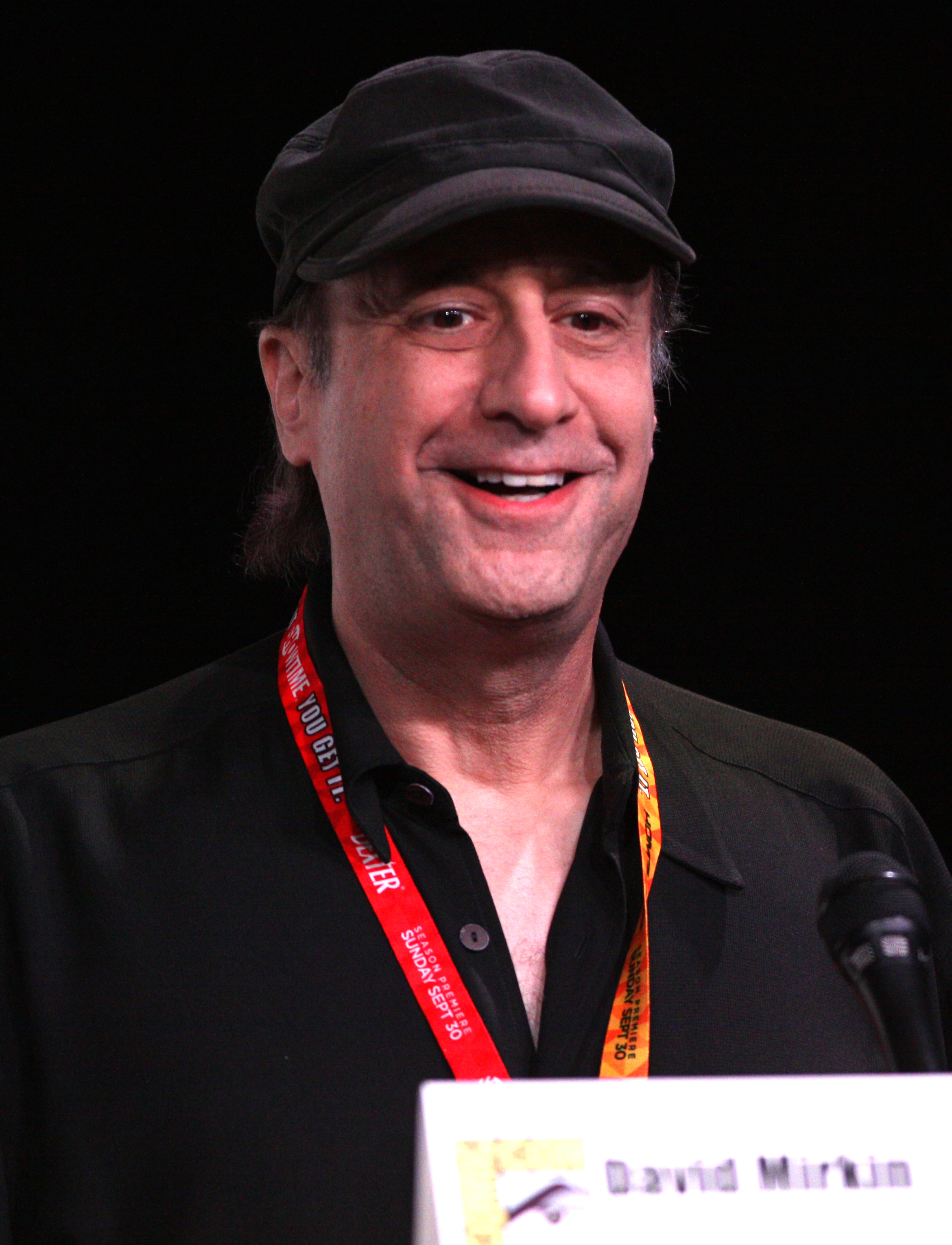
Lisa als Vegetarierin ist eine der Lieblingsfolgen von David Mirkin.

“A very simple, very memorable episode with superb guest cameos from the McCartneys.”

„Eine sehr einfache, sehr denkwürdige Episode mit hervorragenden Gastauftritten von den McCartneys.“

Lisa als Vegetarierin erhielt hauptsächlich positive Bewertungen von Kritikern. John Serba von der Zeitung Grand Rapids Press nannte sie seine Lieblingsfolge, „weil die Geschichte von Lisas Umstellung zum Vegetarismus mehr humoristische Szenen pro Quadratzoll hat als jede andere Folge“. Ventura County Reporters Redakteur Matthew Singer meinte, dass sie „vor großartigen individuellen Szenen überquelle“, vor allem der Propagandafilm über Fleisch mit Troy McClure sei „vielleicht das lustigste alleinstehende Segment in der Geschichte der Show“. Patrick Enright vom Nachrichtensender MSNBC, der die Folge als die zweitbeste der Serie auflistete, bezeichnete den von der Familie gesungenen Satz „Man findet keine Freunde mit Salat“ als „einen dieser urbildlichen Simpsons-Momente, in dem die Autoren einen Witz so lange aufschlagen, dass er von lustig nach unlustig und wieder zurück zu lustig geht“.
Kritiker lobten die Folge auch für die Entwicklung von Lisas Charakter. Todd Gilchrist von IGN schrieb, „der Schlüssel der Langlebigkeit der Serie“ sei ihr „gefühlvoller, aber nicht schnulziger Ansatz, Geschichten zu erzählen und Charaktere zu entwickeln“. Er nahm Lisa als Vegetarierin als Beispiel und meinte:
„Lisa sabotiert Homers Barbecue, was zu einem nicht gerade feierlichen Tod für sein Preisschwein führt. Aber anstatt einfach nur die Folge mit einem kultigen Bild des durch die Luft fliegenden Ferkels zu unterbrechen, entwickeln die Autoren eine Geschichte, in die der Gag genau hineinpasst. Die Komik wird folglich dadurch intensiviert, dass wir mit den Charakteren mitfühlen, die Geschichte gespannt verfolgen und so für einen tollen Gag vorbereitet sind […]“. Phil Dzikiy von der Tageszeitung Niagara Gazette schrieb, Lisas Charakterentwicklung und das Erzählen der Geschichte sei „perfekt“ und stellte fest, die Folge sei „gleichermaßen komisch, berührend und satirisch“.
Die Mitwirkung der McCartneys erhielt hauptsächlich positive Kritiken. Die Website IGN bewertete Paul McCartneys Auftritt in der Episode zusammen mit Ringo Starrs in Marges Meisterwerk und George Harrisons in Homer und die Sangesbrüder als die zehntbesten Gastrollen in der Geschichte von Die Simpsons. Dazu wurde geschrieben: „Obwohl keiner dieser Auftritte wirklich lang war, die Tatsache, dass die beliebteste Band aller Zeiten in The Simpsons auftrat, ist eine deutliche Bescheinigung der Beliebtheit und der Bedeutung der Show.“